# Geboorteakte

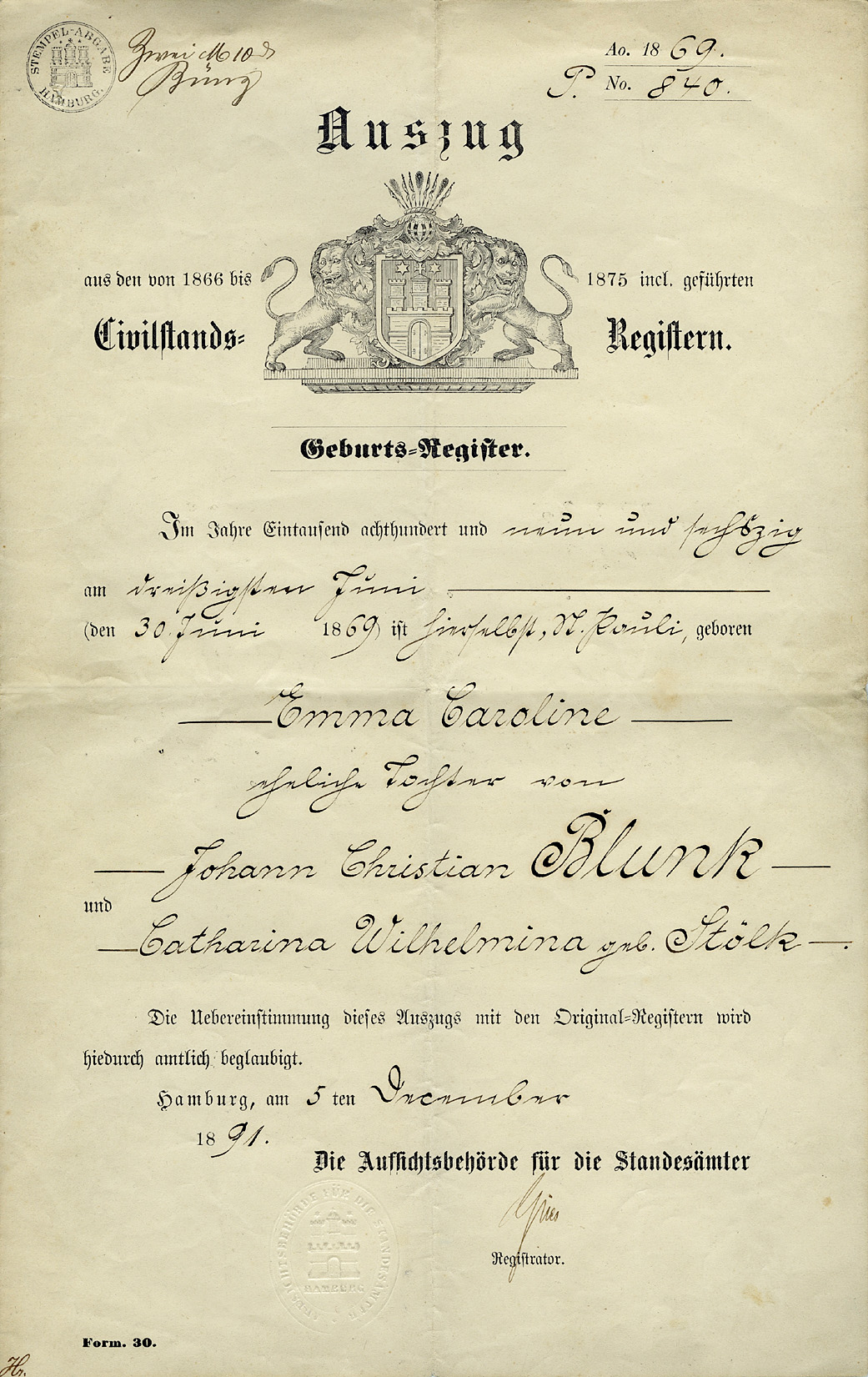
19e-eeuwse Duitse geboorteakte

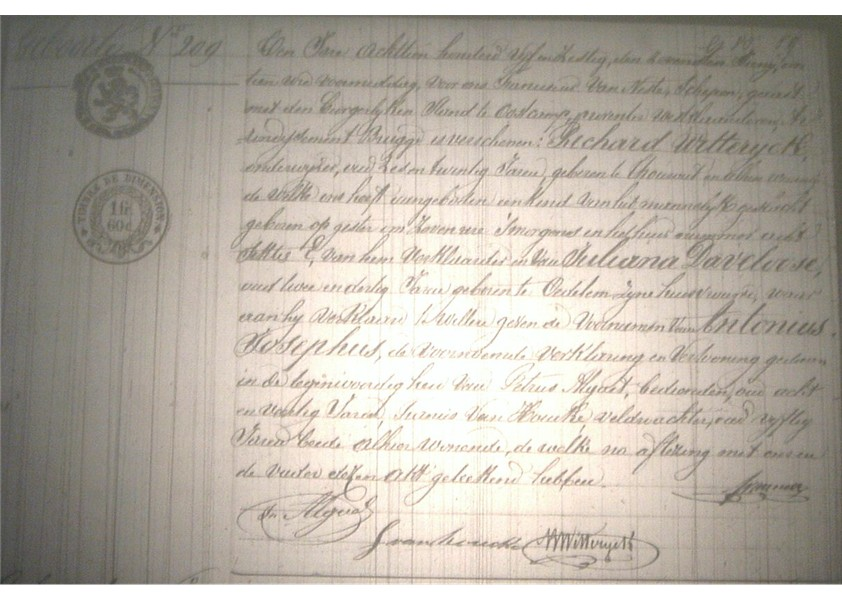
Geboorteakte van Antoon Jozef Witteryck

Een geboorteakte of akte van geboorte (ook het geboortecertificaat genoemd) is een wettig waardedocument opgemaakt door een ambtenaar van de burgerlijke stand met daarop de verklaring van de geboorte van een kind. Het wordt verworven na een geboorteregistratie van de vader of moeder in het bevolkingsregister.
Het internationaal verdrag inzake burgerrechten en politieke rechten, New York, 16-12-1966 bepaalt dat elk kind:

- Ongeacht welke afkomst recht heeft op bescherming
- Onmiddellijk na geboorte wordt ingeschreven en een naam krijgt
- Recht heeft om een nationaliteit te verwerven

## Nederland

### Geschiedenis
In de loop der jaren zijn geboorteakten op verschillende manieren gemaakt en opgeslagen. Vroeger toen er minder mensen konden lezen en schrijven werd de naam fonetisch bewaard en vaak wisselend gespeld. Oudere geboorteakten zijn handgeschreven op papier en zijn vaak raadpleegbaar via microfiche.

### Aangifte
Een akte van geboorte wordt opgemaakt door de ambtenaar van de burgerlijke stand van de gemeente waar het kind is geboren.
Voor (Europees Nederland) geldt een termijn van drie dagen voor aangifte van een geboorte. Deze termijn van drie dagen wordt verlengd, als er niet ten minste twee werkdagen in de termijn vallen. Ook moet de laatste dag van deze termijn een werkdag zijn, zo niet dan wordt de termijn verlengd tot de eerstvolgende werkdag. De termijn in Caribisch Nederland is vijf dagen. Ook deze termijn moet op een werkdag eindigen, anders wordt de termijn verlengd tot de eerstvolgende werkdag. De aangifte wordt gedaan bij de ambtenaar van de burgerlijke stand van de gemeente of het openbaar lichaam waar het kind geboren is. Is het kind binnen Nederland geboren maar niet op het grondgebied van een gemeente of openbaar lichaam, dan geschiedt aangifte in 's-Gravenhage. De aangifte is in de eerste plaats een verplichting van de vader of duo-moeder. Is de vader of duo-moeder niet in de mogelijkheid of is er juridisch geen vader of duo-moeder, dan kan de aangifte ook worden gedaan door iemand die bij de geboorte aanwezig was (vaak een arts of vroedvrouw), of de moeder zelf. Degene die aangifte doet is verplicht zich te identificeren. De ambtenaar kan verlangen dat het kind getoond wordt, maar dat gebeurt in de praktijk hoogst zelden. Hij kan verder een schriftelijke verklaring vragen van de arts of verloskundige, maar hij kan natuurlijk ook bij die personen navraag doen.
Het doen van een foutieve aangifte is strafbaar.

### Aangifte van een Nederlands kind van Nederlandse ouders in het buitenland
Als een Nederlands kind van Nederlandse ouders in het buitenland wordt geboren, moet er een geboorteakte worden opgesteld door de plaatselijke autoriteiten. Voorafgaand aan gebruik in Nederland dient die akte soms eerst gelegaliseerd te worden door de lokale Nederlandse vertegenwoordiging.
Het is mogelijk voor Nederlanders en specifieke groepen vreemdelingen, om van een buitenlandse geboorteakte een Nederlandse te laten inschrijven in de registers van de burgerlijke stand van de gemeente 's-Gravenhage.

### Aangifte op ambassade
In het verleden kwam het weleens voor dat geboorteaktes bij een ambassade werden opgesteld en uitsluitend in het archief van de betreffende ambassade werden opgeslagen. Om verschillende redenen kon het voorkomen dat zo'n ambassade werd opgeheven. Geboorteaktes uit dergelijke ambassades (bijvoorbeeld uit Bagdad) zijn opgeslagen in de centrale bewaarplaats van de Justitiële Informatiedienst in Almelo. Een onderdeel van het Ministerie van Justitie en Veiligheid.

### Namen
Uit de geboorteakte blijken zowel de voornamen als de geslachtsnaam van het kind. De voornamen worden door de aangever opgegeven; in het zeldzame geval dat hij dat niet doet, zal de ambtenaar ambtshalve één of meer voornamen vaststellen. Een eventuele wijziging van de voornamen kan later alleen geschieden door de rechtbank of het gerecht in eerste aanleg. Een uitzondering op deze regel is er voor transgenders van 16 jaar en ouder. Zij kunnen hun voornamen kosteloos wijzigen bij de burgerlijke stand van hun geboorteplaats op het moment dat zij hun geslacht laten wijzigen. Een eventuele wijziging van de geslachtsnaam is mogelijk door een besluit van de koning, door naamkeuze bij erkenning na de geboorte of bij een huwelijk tussen vader en moeder na geboorte en bij specifieke gezagsprocedures via de rechtbank. Een wijziging van namen wordt op de geboorteakte vermeld als een "latere vermelding".
Zie ook: Nederlands namenrecht

### Gebruik
De geboorteakte wordt bewaard in de registers van de burgerlijke stand van de gemeente waarin iemand geboren is. Een dubbele (tweede versie van de akte) wordt opgeslagen bij de centrale bewaarplaats van de Justitiële Informatiedienst in Almelo. Deze dienst is een onderdeel van het Ministerie van Justitie en Veiligheid. Bij diverse officiële gelegenheden kan om een afschrift van de akte worden gevraagd.

### Afschrift of uittreksel aanvragen
Een geboorteakte kan in Nederland en België tegenwoordig aangevraagd worden in de geboorteplaats. Tegenwoordig kan dat ook vaak via internet aangevraagd worden waarbij dan een DigiD voor Nederland of eID voor België nodig is. Niet iedereen kan een afschrift van de geboorteakte aanvragen. Dit heeft met privacy te maken. Er zijn kosten aan verbonden. Een geboorteakte die langer dan 100 jaar geleden is opgemaakt, kan men alleen bij het gemeentearchief inzien en aanvragen.

### Gegevens
Op een afschrift van de geboorteakte worden vermeld:
- voornaam of voornamen
- achternaam
- geslacht
- juridische ouders bij geboorte
- geboortedatum
- geboortetijd
- geboorteplaats
- gegevens van de persoon die de aangifte heeft gedaan (meestal is dat de vader, maar soms is dat de moeder of iemand die bij de geboorte aanwezig was)
- de datum van aangifte en de naam van de ambtenaar die de akte heeft opgemaakt
- Wijzigingen of latere vermeldingen indien van toepassing, zoals naamswijziging, erkenning, adoptie, enzovoort. Het overlijden van een persoon wordt niet vermeld op de geboorteakte.

Behalve de in te vullen variabele gegevens staat er ook enige vaste tekst. Oudere geboorteakten zijn soms nog in het Frans opgesteld.

### Levenloos geboren
Sinds 1 juli 2017 wordt er van een levenloos geboren kind uit een zwangerschap van ten minste 24 weken een akte van geboorte (levenloos) opgemaakt. Bij een zwangerschap korter dan 24 weken is het toegestaan een dergelijke akte op te laten maken, maar niet verplicht.
In tegenstelling tot de ‘gewone’ akte van geboorte, wordt de akte van geboorte (levenloos) niet opgenomen in het register van geboorten, maar in het register van overlijden van de burgerlijke stand.
Van 1 januari 1995 tot 1 juli 2017 maakte de ambtenaar van de burgerlijke stand een akte van levenloos geboren kind op.
Tot 1 januari 1995 werd een akte opgenomen in het register van overlijden als een kind levenloos was geboren of als het voor de geboorteaangifte was overleden. Er werd niet altijd een geslachtsnaam en voornamen in de akte opgenomen.

### Ontbreken van een geboorteakte
Naast het opstellen van akten van rechtsfeiten, houden gemeenten zich bezig met registratie van de administratieve levensloop van inwoners in de Basisregistratie Personen (BRP). Deze gegevens worden altijd ontleend aan brondocumenten. Is er geen geboorteakte beschikbaar en geen ander document die de gegevens kan aantonen (bijvoorbeeld een uittreksel of paspoort), kan een verklaring onder ede of belofte worden afgenomen bij de betrokken persoon. Deze verklaring wordt het brondocument voor de registratie in de BRP.
Als de geboortedatum onbekend is en de betrokkene deze niet kan verklaren, dan wordt dit als zodanig geregistreerd in de BRP. Feitelijk geschiedt dat door het opnemen van het cijfer nul op de onbekende posities. Ze krijgen dan een fictieve geboortedatum: 00-00-0000. In hun paspoort wordt dat letterlijk aangegeven met XX-XX-XXXX. Vaak is nog wel het geboortejaar volgens de christelijke jaartelling te berekenen uit andere jaartellingen en wordt op de plaats van de kruisjes voor het jaar wel een jaartal ingevuld.
In Nederland waren eind 2010 meer dan 77.000 mensen die zonder (volledige) geboortedatum in de toenmalige GBA (nu Basisregistratie Personen) staan ingeschreven. Deze personen zullen doorgaans ook geen (volledige) geboortedatum in hun officiële documenten hebben, maar in plaats daarvan die kruisjes.
Bij de invoering van de BRP in 2014 is de mogelijkheid gecreëerd om de geboortedatum te ontlenen aan een mededeling van de Immigratie- en Naturalisatiedienst (IND). Dit kan ook een fictieve datum zijn. Inmiddels heeft de Raad van State ook voor oudere situaties besloten dat dit mogelijk is.

## België
In België moet van een geboorte binnen de vijftien kalenderdagen aangifte gedaan worden op de burgerlijke stand van de gemeente waar het kind geboren is. Als de vijftiende dag in het weekend valt, mag de aangifte gebeuren op de maandag aansluitend op het weekend. Voor gehuwde ouders mogen beide ouders of de moeder of de vader afzonderlijk aangifte doen. In al deze gevallen moet er op het gemeentehuis het trouwboekje van de ouders, de identiteitskaarten van beide ouders en het medisch attest van de geboorte voorgelegd worden. Voor ongehuwde ouders moet de moeder, eventueel vergezeld van de vader aangifte doen. Bij de aangifte kan de vader het kind erkennen. Het kind kan ook drie maanden voor de geboorte erkend worden door de ongehuwde vader, dan kan hij zonder de moeder aangifte doen wanneer het kind geboren is. De keuze van de voornaam is vrij, al mag de ambtenaar van de burgerlijke stand een naam weigeren, maar dat gebeurt zelden.

## Stamboomonderzoek
Bij stamboomonderzoek is een geboorteakte een belangrijk document omdat hierop vaak de ouders vermeld zijn, met hun leeftijd, beroep en geboorteplaats. In de Nederlandse en Belgische archieven is het vrij eenvoudig om terug te gaan tot circa 1800, toen de registratie van geboorten verplicht werd gesteld via de burgerlijke stand. Van de perioden daarvoor zijn soms nog wel kerkelijke archieven aanwezig. In toenemende mate worden deze gegevens via internet beschikbaar gesteld zodat men via internet een groot gedeelte van een stamboom kan achterhalen.